# Május 1.
Május 1. az év 121. (szökőévben 122.) napja a Gergely-naptár szerint. Az évből még 244 nap van hátra.
A munka ünnepe.
Névnapok: Jakab, Fülöp + Amarilla, Amarillisz, Bánk, Bende, Bene, Benedek, Benediktusz, Benignusz, Berta, Fédra, Felda, Filip, Florianna, Florina, Izaura, Izóra, Jákó, Jákob, Jakus, Járed, Jefte, Jeremi, Jeremiás, József, Keled, Maja, Peónia, Peregrina, Szvetlána, Tétény, Zobor, Zsaklin, Zsigmond

## Események

### Politikai események
- 1463 – I. Mátyás magyar király Budán házasságot köt Podjebrád Katalin cseh királyi hercegnővel (a király első házassága).
- 1532 – Firenze élére Alessandro de’ Medici kerül.
- 1576 – Báthory Istvánt lengyel királlyá koronázzák.
- 1630 – A Pozsonyi országgyűlés kezdete.
- 1711 – A szatmári békeszerződés április 29-én véglegesített szövegének ünnepélyes aláírása az előző napi nagymajtényi zászlóletételt követően.
- 1776 – Adam Weishaupt megalapítja az Illuminátus rendet.
- 1891 – Orosházán a csendőrség belelő a munkásegylet bezárása ellen tüntető tömegbe.
- 1903 – Széll Kálmán miniszterelnök kormányának bukása.
- 1904 – Az orosz–japán háborúban a Kuroki tábornok vezette 1. japán hadsereg Koreát a Jalu folyóig elfoglalja.
- 1944 – Vitéz Heppes Aladár repülő őrnagy parancsnoksága alatt – a korábbi 2/1. kolozsvári, az 1/1. szolnoki és 5/3. mátyásföldi vadászrepülő-századokból – létrehozzák a Magyar királyi 101/I. honi vadászrepülő-osztályt.
- 1960 – A szovjet légvédelem lelő egy U–2-es típusú amerikai felderítő repülőgépet a Szovjetunió fölött.
- 2004 – Ciprus (ill. de facto annak csak déli része, a Ciprusi Köztársaság, a törökök által megszállt Észak-Ciprusi Török Köztársaság nélkül), Csehország, Észtország, Lengyelország, Lettország, Litvánia, Magyarország, Málta, Szlovákia és Szlovénia csatlakoznak az Európai Unióhoz, mely így 25 tagúvá bővül.
- 2007 – Az iraki belügyminisztérium nyilvánosságra hozza, hogy belharcok során lelőtték az al-Káida iraki vezetőjét (Abu Ajjub al-Maszrit) a fővárostól északra fekvő térségben.
- 2011 – II. János Pál pápa boldoggá avatása

### Tudományos és gazdasági események
- 1881 – Megkezdi működését az első budapesti Telefonközpont, Puskás Tivadar találmánya. Az első telefonos kisasszony Matkovics Júlia.

### Kulturális események

#### Irodalmi, színházi és filmes események
- 1896 – A budapesti Vígszínház megnyitása.
- 1957 – Hivatalosan megkezdi működését a Magyar Televízió. Tényleges indulása február 23.-a.

### Sportesemények
Formula–1
- 1972 –  spanyol nagydíj, Jarama – Győztes: Emerson Fittipaldi  (Lotus Ford)
- 1983 –  San Marinó-i Nagydíj, Imola – Győztes: Patrick Tambay  (Ferrari Turbo)
- 1988 –  San Marinó-i Nagydíj, Imola – Győztes: Ayrton Senna  (McLaren Honda Turbo)
- 1994 –  San Marinó-i Nagydíj, Imola – Győztes: Michael Schumacher  (Benetton Ford)
- 2016 –  orosz Nagydíj, Sochi International Street Circuit – Győztes: Nico Rosberg  (Mercedes)

### Egyéb események
1939. május elsején jelent meg a Detective Comics 27. száma, amelyben debütált Bob Kane rajzoló Batman karaktere.

## Születések
- 1218 – I. János hainaut-i gróf († 1257)
- 1218 – I. Rudolf német király († 1291)
- 1582 – Marco da Gagliano olasz zeneszerző († 1643)
- 1800 – Landerer Lajos nyomdász († 1854)
- 1809 – Karvasy Ágoston jogtudós, közgazdász, az MTA tagja, az első magyar nyelvű állam- és gazdaságtudományi áttekintések szerzője († 1896)
- 1852 – Frim Jakab gyógypedagógus, az első magyar, értelmi fogyatékosok számára épített nevelőintézet atyja († 1919)
- 1852 – Santiago Ramón y Cajal Nobel-díjas spanyol patológus, neurológus, hisztológiai (szövettani) szakember († 1919)
- 1854 – Kolossváry Dezső lovassági tábornok, miniszter († 1919)
- 1858 – Rudnyánszky Gyula, magyar költő és hírlapíró († 1913)
- 1860 – Zielinski Szilárd magyar építészmérnök († 1924)
- 1881 – Pierre Teilhard de Chardin jezsuita szerzetes, teológus, filozófus († 1955)
- 1895 – Nyikolaj Ivanovics Jezsov orosz bolsevik forradalmár, szovjet belügyi népbiztos († 1940)
- 1901 – Szerb Antal magyar író, irodalomtörténész († 1945)
- 1903 – Ivády Sándor olimpiai bajnok vízilabdázó († 1998)
- 1921 – Bereznai Gyula matematikus, főiskolai tanár († 1990)
- 1923 – Joseph Heller Medici-díjas amerikai regény- és drámaíró („A 22-es csapdája”) († 1999)
- 1924 – Dodo Abasidze szovjet, grúz színész, filmrendező († 1990)
- 1926 – Lax Péter (Peter D. Lax) magyar származású, Abel-díjas amerikai matematikus († 2025)[1]
- 1927 – Lorán Lenke Jászai Mari-díjas magyar színésznő († 2017)
- 1928 – Desmond Titterington (John Desmond Titterington) brit autóversenyző († 2002)
- 1928 – Hajnal Gabriella Munkácsy Mihály-díjas magyar képzőművész, iparművész († 2023)
- 1932 – Halász László Jászai Mari-díjas magyar színész, komikus († 2000)
- 1932 – Reményi Sándor erdélyi magyar matematikus, pedagógus, szakíró († 1998)
- 1937 – Kovács Béla Kossuth- és Liszt Ferenc-díjas magyar klarinétművész, zenepedagógus, érdemes és kiváló művész († 2021)
- 1938 –  Csép Sándor  erdélyi magyar riporter, rádió- és televízióműsor-szerkesztő, politikus († 2013)
- 1938 – Tordy Géza Kossuth-díjas magyar színművész, a nemzet színésze († 2024)
- 1938 – Török Vera magyar színésznő
- 1945 –  Farkas Bálint Jászai Mari-díjas magyar színész
- 1948 – Andai Kati magyar színésznő
- 1951 – Geoff Lees (Geoffrey Lees) brit autóversenyző
- 1954 – Ray Parker Jr. a Szellemirtók című film főcímdalának szerzője
- 1955 – Törőcsik András válogatott labdarúgó († 2022)
- 1955 – Vadász Éva magyar manöken, modell, fotómodell
- 1962 – Maia Morgenstern román színésznő
- 1972 – Gregor Bernadett Jászai Mari-díjas magyar színésznő érdemes művész
- 1974 – Schilling Árpád Jászai Mari-díjas magyar rendező
- 1981 – Aljakszandr Pavlavics Hleb fehérorosz labdarúgó
- 1982 – Darijo Srna horvát labdarúgó
- 1982 – Tommy Robredo spanyol teniszező
- 1983 – Alain Bernard francia úszó
- 1992 – Teodora Pavlovska (Teya Dora), szerb énekesnő, zeneszerző

## Halálozások
- 408 – Flavius Arcadius a Keletrómai Birodalom első császára (* 377)
- 1277 – I. István Uroš szerb király (* 1223)
- 1625 – Thurzó Szaniszló nádor (* 1576)
- 1731 – Johann Ludwig Bach német zeneszerző, hegedűs (e napon temették el, pontos halálozási dátuma nem ismert) (* 1677)
- 1784 – Asbóth Gottfried János evangélikus lelkész (* 1735)
- 1873 – David Livingstone skót misszionárius orvos, Közép-Afrika kutató, a Viktória-vízesés felfedezője (* 1813)
- 1892 – Gróf Csernovics Péter politikus, az 1848–49-es szabadságharcban kormánybiztos (* 1810)
- 1900 – Munkácsy Mihály magyar festőművész (Magyarország halottjaként május 9-én temették el) (* 1844)
- 1903 – Vass Mátyás tanító, pedagógiai író, író (* 1837)
- 1904 – Antonín Dvořák cseh zeneszerző (* 1841)
- 1905 – Lipthay Sándor vasútépítő mérnök, az MTA tagja (* 1847)
- 1933 – Kollányi Ferenc egyháztörténész, könyvtáros, levéltáros, az MTA tagja (* 1863)
- 1945 – Joseph Goebbels (* 1897) és családja
- 1955 – Mike Nazaruk amerikai autóversenyző (* 1921)
- 1956 – John Heath (John Benjamin Heath) brit autóversenyző (* 1914)
- 1973 – Kunszery Gyula tanár, író, politikus (* 1906)
- 1982 – Walther Wenck német altábornagy, a berlini csatában a 12. hadsereg parancsnoka (* 1900)
- 1982 – William Primrose skót brácsaművész (* 1903)
- 1984 – Barabás Tibor magyar író (* 1911)
- 1994 – Ayrton Senna da Silva brazil autóversenyző, a Formula–1 háromszoros világbajnoka (1988, 1990, 1991) (* 1960)
- 1994 – Gyöngyössy Imre magyar filmrendező, forgatókönyvíró (* 1930)
- 1996 – Keith Ballisat brit autóversenyző (* 1928)
- 1999 – Brian Shawe-Taylor brit autóversenyző (* 1915)
- 2003 – Gálfy László Jászai Mari-díjas magyar színész, színházigazgató (* 1928)
- 2008 – Anthony Mamo máltai politikus, az ország első köztársasági elnöke (* 1909)
- 2012 – Vértessy Sándor magyar újságíró, televíziós szerkesztő, rendező, a Magyar Televízió örökös tagja (* 1929)
- 2021 – Hámori József Széchenyi-díjas biológus, egyetemi tanár, miniszter, akadémikus (* 1932)
- 2022 – Bradányi Iván magyar dalszövegíró, műfordító, író (* 1930)
- 2023 – Pomogáts Béla Széchenyi-díjas magyar kritikus, irodalomtörténész, tanár (* 1934)

## Nemzeti ünnepek, emléknapok, világnapok
- A munka ünnepe, a munkavállalók nemzetközi szolidaritási napja 1890 óta (Labour Day, International Workers' Day), kivéve az USA-ban és Kanadában.
- Munkás Szent József ünnepe, a munkások védőszentje.
- A Törvény Napja (Law Day) az USA-ban és Kanadában, 1961 óta.  Archiválva 2005. december 22-i dátummal a Wayback Machine-ben
- A népek egységének napja Kazahsztánban.
- Lettország: az alkotmány napja
- Marshall-szigetek: az alkotmány és a függetlenség napja
- Franciaországban 1561 óta május 1-jén tartják a gyöngyvirág ünnepét (fête du muguet), mivel IX. Károly ekkor tette hivatalos aktussá azt a néphagyományt, amely szerint az ezen a napon ajándékba adott gyöngyvirágszál szerencsét hoz.
- A májusfa-állítás napja.
- A népi hagyományok szerint, ha ilyenkor esik, jó termés várható.
- Hawaiin május 1-jén ünneplik a lei, a nyakba akasztott virágfüzér napját.